# Hammam Sousse
Hammam Sousse (in arabo tunisino: حمام سوسة) è una città costiera nel nord-est della Tunisia. Si trova circa 10 chilometri a nord di Susa. Aveva circa 42.691 abitanti nel censimento 2014. L'ex presidente Zine El-Abidine Ben Ali e il ministro della difesa, Kamel Morjane, nacquero in questa città.

## Storia
Ai tempi dell'antica Cartagine, intorno al X secolo a.C. i Fenici fondarono Hadrumète (l'odierna Susa), dando impulso all'economia locale e favorendo l'insediamento di agricoltori e cacciatori nella regione. Dopo la conquista romana di Cartagine nel 146 a.C. , la zona rimase sotto il dominio romano fino al 429. Gli abitanti abbandonarono la regione quando vi fu l'invasione dei Vandali.
Il nucleo della città fu fondato dalla dinastia araba degli Aghlabidi nel IX secolo nel sito noto come El Ksar. La testimonianza più antica della dominazione araba è il marabutto di Sidi Sahloul, eretto prima che fosse fondata la città.
La prima mappa del centro abitato, stilata nel 1857 nel periodo della dinastia degli Husaynidi, comprendeva 14 frantoi, 4 mulini e 250 case. Nel 1864, la tribù dei Mthalith attaccò la città per protestare contro le tasse imposte dagli Husaynidi. A maggio Hammam Sousse partecipò con molti altri villaggi della regione alla resistenza contro il Beylik di Tunisi, che represse la rivolta e li costrinse a pagare la mejba.
Il 26 giugno 2015, il complesso turistico di Port El Kantaoui – che si trova sulla spiaggia cittadina – fu teatro dell'attacco terroristico rivendicato dallo Stato islamico nel quale furono uccise 38 persone.

## Amministrazione

### Gemellaggi
- Cheyenne